# ISPS Handa Wales Open 2012

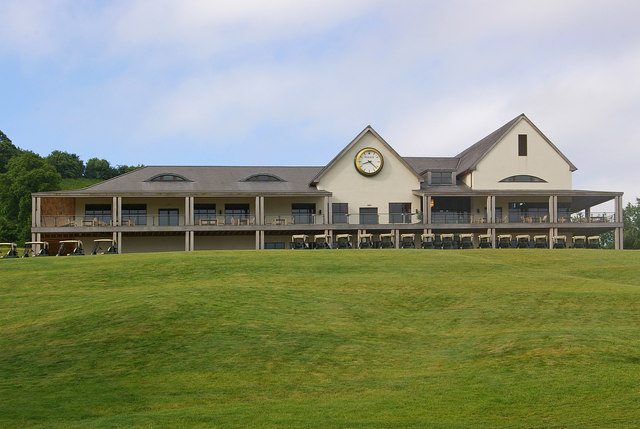
Clubhuis van Twenty Ten

Het ISPS Handa Wales Open is een golftoernooi van de Europese PGA Tour. Het wordt in 2012 gespeeld van 31 mei - 3 juni op de Twenty Ten Course van de Celtic Manor Resort. In oktober 2010 werd hier de Ryder Cup door Europa gewonnen.
Alexander Norén won het Saab Wales Open in 2011. Het prijzengeld voor 2012 is £ 1.800.000.
ISPS is de nieuwe titelsponsor en heeft een contract getekend voor drie jaar. ISPS (International Sports Promotion Society) ondersteunt de internationale federatie van blinde golfers en stimuleert het idee om de sport voor blinde en gehandicapte golfers onderdeel te maken van de Paralympische Spelen. Dr Haruhisa Handa, die in 2006 ISPS oprichtte, is in Wales aanwezig. Hij is in 2012 sponsor van acht golftoernooien, waarvan dit het eerste is. Andere toernooien zijn onder meer het Handa Senior World Championship, de Handa Cup, het Hero Handa Indian Open,  de Handa Cup Senior Masters en de Handa Women's Australian Open.

## Verslag
De par van de baan is 71.

#### Ronde 1
Terwijl de dames het Deloitte Ladies Open op Golfclub Broekpolder spelen, zijn de heren van de Europese Tour in Wales. Lee Slattery startte al om kwart voor 8 en werd met 67 clubhouse leader en werd niet meer ingehaald. Tim Sluiter eindigde met vier birdies, maakte een mooie ronde van 68 en kwam op de 2de plaats met Marcel Siem. Robert-Jan Derksen had een slechte ronde, de andere drie Nederlanders maakten 74.

#### Ronde 2
Ross Fisher sloeg vroeg af, verbeterde het toernooirecord met een mooie ronde van 66 en ging aan de leiding. Later werd dat record verbroken door Raphaël Jacquelin, die daarmee 69 plaatsen steeg. Tim Sluiter eindigde helaas met een bogey speelde en maakte 72, maar was toch de beste Nederlander. Er staan, net als na ronde 1, slechts elf spelers onder par.

#### Ronde 3
Joost Luiten verlaagde het toernooirecord met een prachtige ronde van 64 (-7) en ging aan de leiding met een totaalscore van -6. Jaidee stond op dat moment ook op -6 en moest nog zes holes spelen. Op de laatste hole maakte hij een birdie en haalde Luiten in. 
Ook Tim Sluiter maakte een goede ronde en steeg naar de 4de plaats.

#### Ronde 4
Na zes holes stonden Jaidee en Luiten gelijk en daarna stonden ze beurtelings aan de leiding. Jaidee won de strijd met een totaal van 278 (-6), de tweede plaats werd gedeeld door Richard Sterne, Joost Luiten, Thomas Bjørn en Gonzalo Fernández-Castaño.
- Leaderboard

| Naam               | R1 | R1  | Stand | R2 | R2  | Totaal | Stand | R3 | R3  | Totaal | Stand | R4 | R4  | Totaal | Stand |
| ------------------ | -- | --- | ----- | -- | --- | ------ | ----- | -- | --- | ------ | ----- | -- | --- | ------ | ----- |
| Thongchai Jaidee   | 71 | pat | T10   | 68 | -3  | -3     | T3    | 67 | -4  | -7     | 1     | 72 | +1  | -6     | 1     |
| Joost Luiten       | 74 | +3  | T47   | 69 | -2  | +1     | T20   | 64 | -7  | -6     | T2    | 72 | +1  | -5     | 2     |
| Ross Fisher        | 70 | -1  | T8    | 66 | -5  | -6     | 1     | 71 | par | -6     | T2    | 73 | +2  | -4     | T6    |
| Carlos Del Moral   | 75 | +4  | T     | 68 | -3  | +1     | T20   | 66 | -5  | -4     | T5    | 74 | +3  | -1     | T11   |
| Chris Wood         | 71 | par | T10   | 68 | -3  | -3     | T3    | 74 | +3  | par    | T19   | 71 | par | par    | T14   |
| Tim Sluiter        | 68 | -3  | T2    | 72 | +1  | -2     | 6     | 68 | -3  | -5     | 4     | 77 | +6  | +1     | T18   |
| Raphaël Jacquelin  | 76 | +5  | T76   | 65 | -6  | -1     | T7    | 72 | +1  | par    | T19   | 72 | +1  | +1     | T18   |
| Fabrizio Zanotti   | 70 | -1  | T8    | 69 | -2  | -3     | T3    | 75 | +4  | +1     | T26   | 72 | +1  | +2     | T28   |
| Lee Slattery       | 67 | -4  | 1     | 71 | par | -4     | 2     | 76 | +5  | +1     | T26   | 72 | +1  | +2     | T28   |
| Marcel Siem        | 68 | -3  | T2    | 75 | +4  | +1     | T20   | 66 | -5  | -4     | T5    | 78 | +7  | +3     | T33   |
| Maarten Lafeber    | 74 | +3  | T47   | 72 | +1  | +4     | T54   | 72 | +1  | +5     | T46   | 73 | +2  | +7     | T48   |
| Reinier Saxton     | 74 | +3  | T47   | 71 | par | +3     | T40   | 75 | +4  | +7     | T60   | 71 | par | +7     | T48   |
| Robert-Jan Derksen | 80 | +9  | T129  | WD |     |        |       |    |     |        |       |    |     |        |       |

| Leider |  | Toernooirecord |  | MC = missed cut = cut gemist |  | DQ = disqualified |  | WD = withdrawn |

## De spelers
| - Warren Abery - Felipe Aguilar - Fredrik Andersson Hed - Matthew Baldwin - Rich Beem - Thomas Bjørn - Richard Bland - Knut Børsheim - Grégory Bourdy - Gary Boyd - Markus Brier - Michael Campbell - Jorge Campillo - Alejandro Cañizares - Magnus A. Carlsson - Christian Cévaër - SSP Chowrasia - George Coetzee - Robert Coles - Federico Colombo - Rhys Davies - Carlos Del Moral - Daniel Denison - Robert-Jan Derksen - David Dixon - Andrew Dodt - Jamie Donaldson - Bradley Dredge - David Drysdale - Edouard Dubois - Johan Edfors - Jamie Elson - Niclas Fasth - Gonzalo Fz Castaño - Kenneth Ferrie - Darren Fichardt - Richard Finch - Oliver Fisher - Ross Fisher | - Tommy Fleetwood - Oscar Florén - Mark Foster - Marcus Fraser - Lorenzo Gagli - Stephen Gallacher - Jordi García - Ignacio Garrido - Jean-Baptiste Gonnet - Tano Goya - Ricardo González - Richard Green - Emiliano Grillo - Julien Guerrier - Mark F. Haastrup - Alex Haindl - Anders Hansen - Andreas Hartø - Grégory Havret - Benjamin Hebert - Peter Hedblom - Michael Hoey - Keith Horne - David Horsey - David Howell - Sam Hutsby - Mikko Ilonen - Raphaël Jacquelin - Thongchai Jaidee - Scott Jamieson - Miguel Ángel Jiménez (2005) - Andrew Johnston - Michael Jonzon - Simon Khan (2004) - James Kingston - Søren Kjeldsen - Jbe' Kruger - Maarten Lafeber - Joakim Lagergren | - José Manuel Lara - Pablo Larrazábal - Paul Lawrie (2002) - Peter Lawrie - Craig Lee - Thomas Levet - Tom Lewis - Sam Little - Shane Lowry - Joost Luiten - Mikael Lundberg - David Lynn - Matteo Manassero - Andrew Marshall - Pablo Martín - Gareth Maybin - Richard McEvoy - Paul McGinley (2001) - Damien McGrane - Edoardo Molinari - Francesco Molinari - Colin Montgomerie - James Morrison - Jamie Moul - George Murray - Christian Nilsson - Alexander Norén (2011) - Steven O'Hara - José María Olazabal - Thorbjørn Olesen - Gary Orr - Hennie Otto - John Parry - Andrea Pavan - Phillip Price - Julien Quesne - Richie Ramsay - Brett Rumford - Ricardo Santos | - Reinier Saxton - Marcel Siem - Jeev Milkha Singh - Joel Sjöholm - Lee Slattery - Tim Sluiter - Richard Sterne (2007) - Graeme Storm - Andy Sullivan - Simon Thornton - Anthony Wall - Tjaart Van der Walt - Jaco Van Zyl - Marc Warren - Romain Wattel - Steve Webster - Peter Whiteford - Bernd Wiesberger - Danny Willett - Chris Wood - Fabrizio Zanotti - Matthew Zions Invitaties - Ted Innes Ker (ISPS) - Joe Ferguson (home pro) - Zhiqun Lam - Naoya Takemoto - Ross McGowan - Oliver Wilson - Scott Hend - Richard Johnson Regionale rangorde - Stephen Dodd - Richard Wallis - Simon Lilly Amateurs - Rhys Pugh - Jason Shufflebotham - Rhys Enoch |

Zie ook het jaaroverzicht van de Europese PGA Tour 2012
2010 · 2011 · 2012 · 2013 · 2014